# بذر (فیلم ۱۹۳۱)
بذر (انگلیسی: Seed) فیلمی درام به کارگردانی جان ام. استال است که در سال ۱۹۳۱ منتشر شد.

## بازیگران
- جان بوول
- لوئیس ویلسون
- جنویو توبین
- بت دیویس
- زیسو پیتس
- ریچارد تاکر